# Christian von Röhlen
Christian von Röhlen, död omkring 1702 i Lübeck, var en tysk-svensk målare och konterfejare.
Han var troligen son till Peter von Röhlen och troligen broder till Daniel von Röhlen. Han omtalas 1674 som Christian konterfejare i Kalmar. Man vet att han fick burskap som konterfejare i Lübeck 1679 och att han är påvisbar som Freimaler 1698. Han anmodades 1695 av i Lübecks målarämbete att som mästarstycke utföra en målning för Lübecks rådhus. 